# 畔溪酒家
畔溪酒家（英語：Riverside Seafood Restaurant），又叫畔溪海鮮酒家，現在叫畔溪尚粵館（英語：Riverside Restaurant），是香港的一間酒樓。它曾經在九龍九龍塘聯合道322號1樓，於1981年開張，已經在2010年12月末結業，因為該座大廈清拆重建，納入香港浸信會醫院範圍。其後它在2011年於將軍澳坑口東港城重開，改名「畔溪尚粵館」，經營至今。
舊畔溪酒家鄰近香港電視台及電台的集中地廣播道，所以吸引很多附近工作的藝人光顧，被譽為「明星食堂」，出名宴會包括周潤發和余安安的婚宴、萬梓良劇集高收視的慶功宴、張國榮宴客及梅艷芳幫母親擺壽宴。
另外，畔溪酒家亦曾經是聯合道的其中一個地標，當時搭小巴去浸會醫院及浸會大學在該處下車，都要叫「畔溪有落！」通知司機停站。